# Convenção Nacional Republicana de 2012

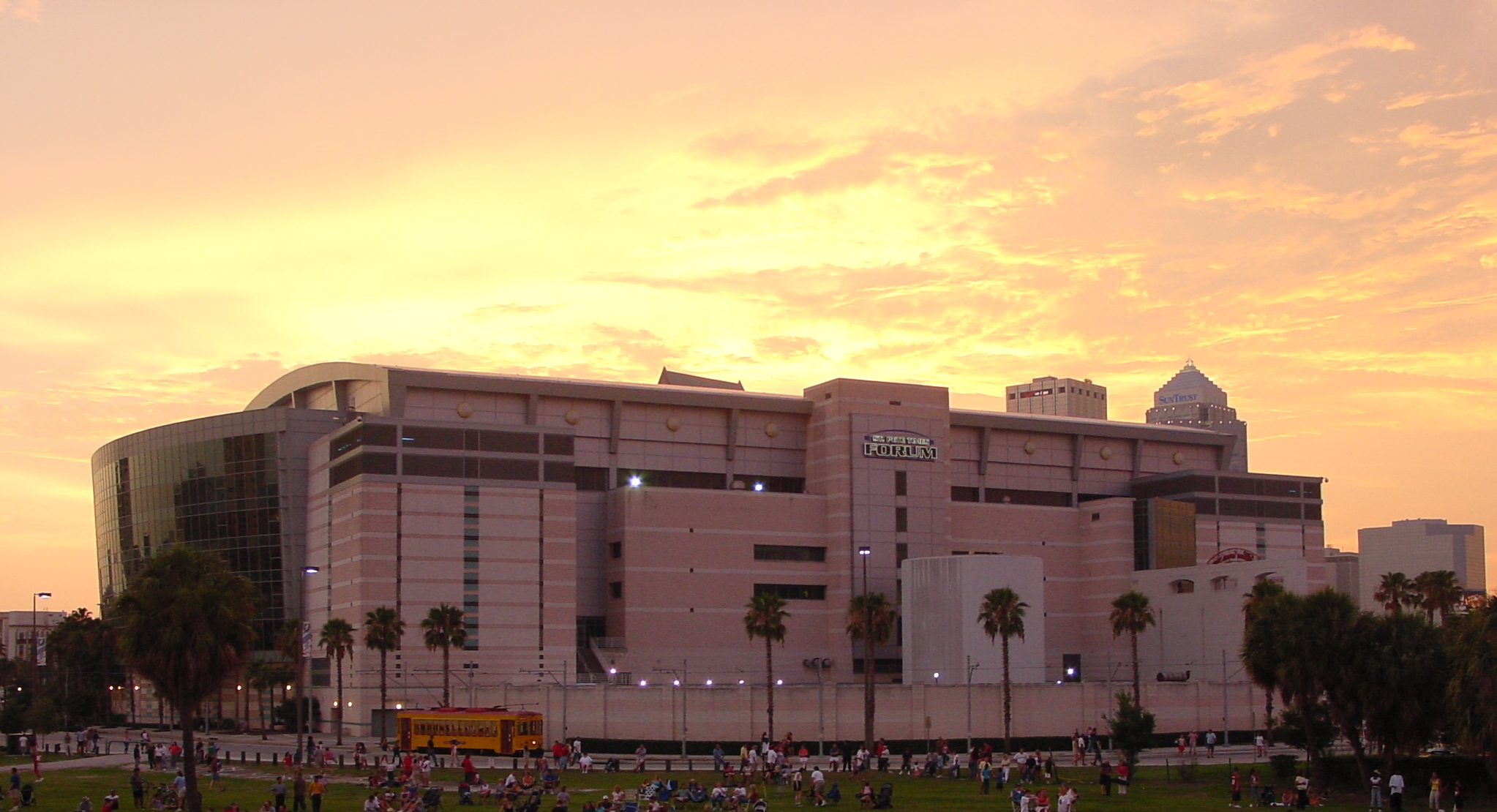
Local onde a convenção será realizada

A Convenção Nacional Republicana de 2012 será a escolha dos delagados do Partido Republicano do candidato a presidente e vice-presidente  que representará o partido na eleição geral de novembro.
Em 14 de agosto de 2009, o Comitê Nacional Republicano iniciou o processo de seleção para a escolha da cidade sede da convenção, entre as finalistas estavam Salt Lake City, Phoenix e Tampa, a decisão do comitê foi anunciada em 12 de maio de 2010.
A convenção acontecerá entre os dias 27 de agosto a 30 de agosto de 2012.
A convenção será realizada no St. Pete Times Forum, que têm capacidade de 20 mil pessoas.

## Seleção da sede
Em 14 de agosto de 2009, o Comitê Nacional Republicano nomeou um Comitê de Seleção composto por 13 pessoas para iniciar o processo de seleção de uma cidade anfitriã para a convenção do partido de 2012. A comissão era composta por Kevin DeWine (Ohio), Maria Buestrin (Wisconsin) e Helen Van Etten (Kansas) como representantes da Região Centro-Oeste; John Frey (Connecticut), Virginia Haines (Nova Jérsei) e Betsy Werronen (Distrito de Colúmbia) como representantes da Região Nordeste; Alec Poitevint (Geórgia), Cindy Costa (Carolina do Sul) e Ruth Ulrich (Louisiana), representando a Região Sul e Bruce Hough (Utah) Lilly Nuñez (Colorado) e Randy Ruedrich (Alasca) como representantes do Oeste americano.
No início de 2010, Tampa, Salt Lake City e Phoenix foram anunciadas como candidatas finalistas para sediar a convenção. A decisão foi anunciada em 12 de maio de 2010, quando Tampa foi escolhida como a cidade anfitriã.